# 池田章政
池田 章政（いけだ あきまさ）は、幕末の大名、明治期の日本の政治家・華族。位階勲等爵位は、従一位勲一等侯爵。備中鴨方藩の第9代藩主、備前岡山藩第10代（最後）藩主、同藩初代（最後）藩知事、議定、刑法官副知事、刑法官知事、麝香間祗候、貴族院議員などを歴任。
鴨方藩主時代は池田 政詮（いけだ まさのり）と称した。

## 系譜
肥後人吉藩第13代藩主相良頼之の次男として生まれる。幼名は満次郎。母は小川吉五郎の娘柳子。
頼之の祖父の相良長寛は、岡山藩第4代藩主池田宗政と正室の宝源院（黒田継高の長女）の次男であった。章政は宗政の男系の玄孫にあたることから、鴨方藩池田家、のちには岡山藩池田宗家の養子に迎えられることになった。
岡山藩池田家は早くから満次郎（のちの章政）の血筋に着目しており、第8代藩主の池田慶政は、天保13年（1842年）に婿養子として池田家を継ぐと、満次郎を仮養子に指名することを強く望んだ。相良家では、頼之が満次郎の誕生後に隠居して長男の長福に家督を譲っていたが、満次郎は当主の長福に継ぐ大事な控えの立場であったため、この時は池田家の申し入れに応じなかった。その後、満次郎が鴨方藩池田家の養子に入る弘化4年（1847年）までの間に同母弟の元三郎（相良頼基）が出生しており、元三郎はのちに長福の跡を継いで最後の人吉藩主となった。
章政の正室の鑑子は美濃大垣藩主戸田氏正の娘で、母・親姫は薩摩藩主島津重豪の娘である。そのため鑑子は、同じく重豪の孫である池田慶政の従妹、重豪の曾孫である慶政の先代（第7代藩主）池田斉敏の従叔母にあたる。

## 生涯
弘化4年（1847年）3月5日、鴨方藩の第8代藩主池田政善の末期養子となるため、人吉から江戸に入る。同年3月下旬、江戸の人吉藩邸から鴨方藩邸に移る。同年7月、末期養子として家督を相続した。嘉永2年12月（1850年）、従五位下・内匠頭に叙任する。後に信濃守に改める。幕末の動乱期の中では尊皇攘夷派として行動し、藩内における尊皇攘夷派からの信望もあった。
慶応4年（1868年）3月15日、章政は宗家の岡山藩主を継いだ。先代藩主の茂政が新政府から実兄の徳川慶喜追討の命令を受けたのに対し、自らは隠居したためである。鴨方藩主は章政の長男の政保が継いだ。そして章政は戊辰戦争においては新政府軍に与し、藩軍を関東・奥羽・函館にまで送った。
明治維新後は議定、刑法官副知事、刑法官知事などを経て、明治2年（1869年）の版籍奉還により知藩事となる。明治4年（1871年）、廃藩置県により免官となり、東京へ移った。
明治17年（1884年）に侯爵に列せられ、同36年（1903年）に従一位となったが、同年6月5日に満68歳で死去した。家督は次男の詮政が相続した。

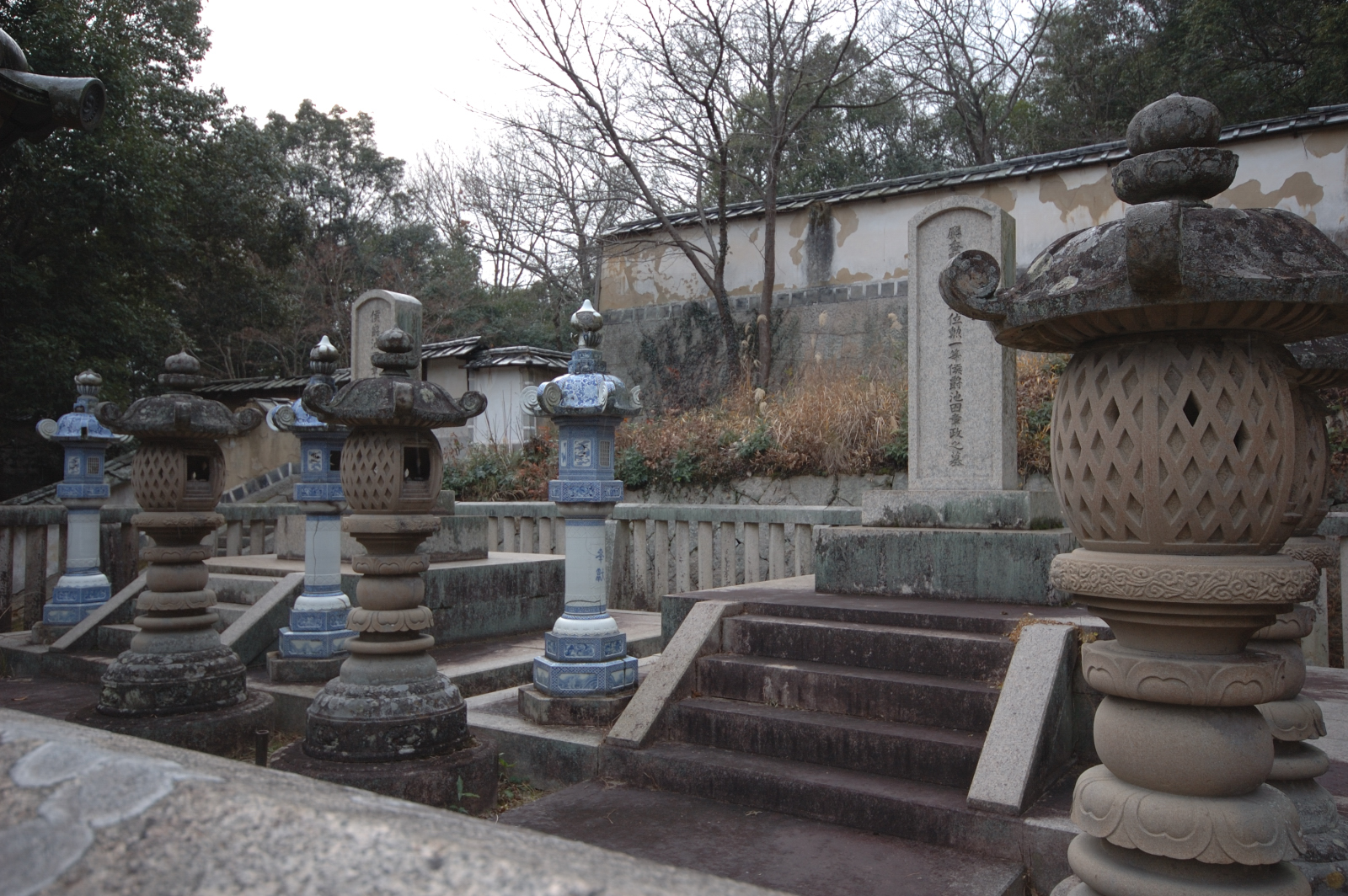
曹源寺の章政夫妻の墓。右が章政の墓。

## 年譜
- 1872年＝明治5年までは旧暦日付。
- 弘化4年7月4日（1847年）、備中国鴨方藩主となる。時に、諱は政詮。
- 嘉永2年12月16日（1850年）、従五位下に叙位。内匠頭に任官。
- 慶応4年3月15日（1868年）、備前岡山藩主継承と本家池田家家督相続。3月16日、従四位下に昇叙し、侍従に任官。備前守に任替。 4月5日、江戸鎮台補兼警衛に就任。 4月10日、左近衛権少将に転任し、備前守如元。 閏4月5日、明治維新政府（以下同政府の官職）の議定に就任。（同年同月21日まで） 5月19日、刑法官副知事に就任（1869年＝明治2年4月8日まで） 8月10日、議定心得を兼帯（同年10月19日まで） 12月9日、議定に再任（1869年＝明治2年4月8日まで）
- 慶応4年4月8日（1868年）、刑法官知事に異動（同年5月15日まで） 5月15日、麝香間祗候に遇せられる。 6月2日、岡山藩知事に異動。
- 明治4年7月14日（1871年）、廃藩により、岡山藩知事の任を止む。
- 1873年（明治6年）、正四位に昇叙。
- 1878年（明治11年）2月、第十五国立銀行頭取に就任（1895年＝明治28年9月30日まで）
- 1879年（明治12年）12月11日、従三位に昇叙。
- 1881年（明治14年）7月16日、勲三等に叙勲。旭日中綬章を受章。
- 1884年（明治17年）7月7日、侯爵を受爵。
- 1887年（明治20年）12月26日、正三位に昇叙。
- 1890年（明治23年）2月、貴族院議員となる（1903年＝明治36年5月まで）。
- 1892年（明治25年）7月5日、従二位に昇叙。
- 1897年（明治30年）7月2日、正二位に昇叙。
- 1903年（明治36年）3月30日、従一位に昇叙。 4月1日、勲二等に昇叙し、瑞宝章を受章。6月5日、薨去。勲一等に昇叙し、瑞宝章が贈られる。

## 栄典
位階
- 1887年（明治20年）12月26日 - 正三位[3]
- 1897年（明治30年）7月2日 - 正二位[4]
- 1903年（明治36年）3月30日 - 従一位[5]

勲章等
- 1884年（明治17年）7月7日 - 侯爵[6]
- 1889年（明治22年）11月25日 - 大日本帝国憲法発布記念章[7]